# دافي خوسيه سيلفا دو ناسيمينتو
دافي خوسيه سيلفا دو ناسيمينتو (10 مارس 1984 في فورتاليزا في البرازيل – )؛ هو لاعب كرة قدم كان يلعب كمهاجم.

## وصلات خارجية
- دافي خوسيه سيلفا دو ناسيمينتو على موقع رابطة كرة القدم اليابانية للمحترفين (اليابانية)
- دافي خوسيه سيلفا دو ناسيمينتو على موقع قاعدة بيانات كرة القدم.إي يو (الإنجليزية)
- دافي خوسيه سيلفا دو ناسيمينتو على موقع Soccerway.com (الإنجليزية)
- دافي خوسيه سيلفا دو ناسيمينتو على موقع عالم كرة القدم.نت (الإنجليزية)